# Theodor Brix
Theodor Brix (* 15. April 1844 in Brunsholm bei Esgrus; † 21. Juni 1905 in Flensburg) war ein deutscher Landwirt und Journalist.

## Leben und Wirken
Theodor Brix war ein Sohn von Diedrich Brix (1798–1877), einem Landwirt, dem seit 1820 der Brunsholmhof gehörte. Die Mutter Catharina Dorothea, geborene Jacobsen, (1805–1887) war eine Tochter des Hufners Jürgen Jacobsen, der aus Sörup-Schauby stammte. Er hatte einen Bruder namens Jakob (1828–1880), der in Flensburg als Physikus tätig war. Die Schwester Doris (1831–1915) heiratete den Pastoren Otto Schnittger aus Schleswig. Sein Bruder Jürgen wurde ebenfalls Journalist.
Brix besuchte eine Dorfschule und bekam danach Unterricht von einem Privatlehrer. Wider den eigenen Vorlieben durchlief er in jungen Jahren eine Ausbildung in der Landwirtschaft. Von 1872 bis 1880 übernahm er zunächst den Hof Stenskær, danach den Hof Nygaard, die beide in Nordschleswig lagen. 1887 heiratete er Maria Wenzel, verwitwete Kulbe (1849–1901), mit der er einen Sohn und eine Tochter hatte. Im selben Jahr zog er von seinem vorherigen Wohnsitz in Flensburg nach Berlin.
Im Alter von neununddreißig Jahren beschäftigte sich Brix, zunächst als Autodidakt, mit dem Journalismus, dem seine eigentliche Leidenschaft galt. Zugute kam ihm dabei der Wohnort Berlin, der seinen Publikationen zu einer größeren Leserschaft verhalf. 1902 zog er nach Kiel.
Brix wandte sich, als freier Journalist und im Gegensatz zu seinem Bruder, entschieden gegen die Bestrebungen Preußens, Nordschleswig zu germanisieren, da er diese Politik als unmenschlich und unklug ansah. Er setzte sich für die dänische Bevölkerung ein, die ihre Brauchtümer und Eigenheiten weiter pflegen können sollte. Der Kampf hierfür wurde zu seiner Lebensaufgabe.
Brix schlussfolgerte präziser als die meisten deutschen Zeitgenossen, dass ein übersteigertes Nationalgefühl in allen Teilen der Politik zu einer Ungleichbehandlung der im Land lebenden Minderheiten führen könnte. Außerdem beschrieb er, dass die Anhänger des Nationalismus die Einflussmöglichkeiten der staatlichen Machtmittel zu hoch einschätzten.
Brix, der keiner Partei angehörte, tendierte anfangs zum Freisinn. In den letzten Jahren seines Lebens war er überzeugt davon, dass die von ihm angestrebte parlamentarische Demokratie allein durch sozialdemokratische Politik erreicht werden könne. Der Journalist war der Meinung, dass sich die Sozialdemokratie wie er für die im Land lebenden Minderheiten einsetze und mit ihm gegen reaktionäre Regierungsformen und die deutsche „Weltpolitik“ kämpfte.
Anfang des 20. Jahrhunderts schrieb Brix, dass es in Deutschland zu einer Revolution und in der Außenpolitik zu einem großen Krieg kommen werde, wenn sich die politische Ausrichtung nicht ändere. Für diese Ansichten fand er bei einem Großteil der Bevölkerung kein Verständnis. Der Journalist starb wenige Jahre später im Juni 1905 in Flensburg.
In einem Nachruf schrieb die Kieler Zeitung: „Er hatte einen unbeugsamen Charakter, und das, was er als Recht erkannt hatte, vertrat er bis zur letzten Konsequenz. Eine gewisse Einseitigkeit lag in seiner Natur begründet, aber er war ein Mann, der von einem echten Wahrheitsstreben erfüllt war, einer der wenigen Mahner, welche aus dem innersten Fond ihres Herzens Gerechtigkeit forderten.“